# Cosmoscarta egentior
Cosmoscarta egentior är en insektsart som beskrevs av Victor Lallemand 1927. Cosmoscarta egentior ingår i släktet Cosmoscarta och familjen spottstritar. Inga underarter finns listade i Catalogue of Life.